# Mistrovství světa v orientačním běhu 1966
1. Mistrovství světa v orientačním běhu  bylo historicky prvním mistrovstvím tohoto sportovního odvětví. Proběhlo ve Finském Fiskarsu v termínu 1. října až 2. října roku 1966. Těchto dvoudenních závodů se zúčastnilo 93 závodníků z 11 zemí světa. V mužích tak startovalo 58 závodníků a v ženách 35 závodnic. Do štafetových závodů nastoupilo 10 mužských a 8 ženských štafet. Tehdejší Československo reprezentovali: Eva Hohausová, Ludmila Kumbárová, Naděžda Linhartová, Dobruše Novotná, Gustav Barták, Svatoslav Galík, Alois Láznička, Jindřich Novotný a Antonín Urbanec.

## Účastnické státy
Mistrovství se zúčastnili sportovci z 11 členských výprav Mezinárodní federace orientačního běhu, kteří se utkali o 4 medailové sady a celkem 31 medailí.
- Bulharsko (7)
- Československo (9)
- Dánsko (10)
- Finsko (11)
- Maďarsko (9)
- Norsko (10)
- Rakousko (5)
- Spojené království (6)
- Švédsko (10)
- Švýcarsko (10)
- Východní Německo (7)

## Program
- 1. října – klasická trať
- 2. října – štafety

## Výsledky individuálního závodu
| Muži                                     | Muži                                     | Muži                                     | Muži                                     | Muži                                     | Ženy                                   | Ženy                                   | Ženy                                   | Ženy                                   | Ženy                                   |
| ---------------------------------------- | ---------------------------------------- | ---------------------------------------- | ---------------------------------------- | ---------------------------------------- | -------------------------------------- | -------------------------------------- | -------------------------------------- | -------------------------------------- | -------------------------------------- |
| - Traťové parametry: 14,1 km, 11 kontrol | - Traťové parametry: 14,1 km, 11 kontrol | - Traťové parametry: 14,1 km, 11 kontrol | - Traťové parametry: 14,1 km, 11 kontrol | - Traťové parametry: 14,1 km, 11 kontrol | - Traťové parametry: 6,6 km, 6 kontrol | - Traťové parametry: 6,6 km, 6 kontrol | - Traťové parametry: 6,6 km, 6 kontrol | - Traťové parametry: 6,6 km, 6 kontrol | - Traťové parametry: 6,6 km, 6 kontrol |
| Umístění                                 | Země                                     | Jméno                                    | Čas                                      | Ztráta                                   | Umístění                               | Země                                   | Jméno                                  | Čas                                    | Ztráta                                 |
|                                          | Norsko                                   | Åge Hadler                               | 1:36:05                                  |                                          |                                        | Švédsko                                | Ulla Lindkvistová                      | 52:45                                  |                                        |
|                                          | Finsko                                   | Aimo Tepsell                             | 1:38:47                                  | +2:42                                    |                                        | Švýcarsko                              | Käthy Perch-Nielsenová                 | 1:00:30                                | +7:45                                  |
|                                          | Švédsko                                  | Anders Morelius                          | 1:40:05                                  | +4:00                                    |                                        | Finsko                                 | Raila Hoviová                          | 1:00:51                                | +8:06                                  |
| 23.                                      | Československo                           | Svatoslav Galík                          | 2:03:41                                  | +27:36                                   | 17.                                    | Československo                         | Naděžda Linhartová                     | 1:16:59                                | +24:14                                 |
| 31.                                      | Československo                           | Jindřich Novotný                         | 2:13:25                                  | +37:20                                   | 21.                                    | Československo                         | Dobruše Novotná                        | 1:19:40                                | +26:55                                 |
| 35.                                      | Československo                           | Antonín Urbanec                          | 2:17:47                                  | +41:42                                   | 24.                                    | Československo                         | Ludmila Kumbárová                      | 1:28:23                                | +35:38                                 |
| 36.                                      | Československo                           | Gustav Barták                            | 2:20:03                                  | +43:58                                   | 30.                                    | Československo                         | Eva Hohausová                          | 1:44:52                                | +52:07                                 |
| 38.                                      | Československo                           | Alois Láznička                           | 2:27:27                                  | +51:22                                   |                                        |                                        |                                        |                                        |                                        |

## Výsledky štafetového závodu
| Muži                                                                                   | Muži                                                                                   | Muži                                                                                   | Muži                                                                                   | Muži                                                                                   | Ženy                                                                  | Ženy                                                                  | Ženy                                                                  | Ženy                                                                  | Ženy                                                                  |
| -------------------------------------------------------------------------------------- | -------------------------------------------------------------------------------------- | -------------------------------------------------------------------------------------- | -------------------------------------------------------------------------------------- | -------------------------------------------------------------------------------------- | --------------------------------------------------------------------- | --------------------------------------------------------------------- | --------------------------------------------------------------------- | --------------------------------------------------------------------- | --------------------------------------------------------------------- |
| - Traťové parametry: 1. úsek 8,6 km / 2. úsek 8,7 km / 3. úsek 8,1 km / 4. úsek 9,5 km | - Traťové parametry: 1. úsek 8,6 km / 2. úsek 8,7 km / 3. úsek 8,1 km / 4. úsek 9,5 km | - Traťové parametry: 1. úsek 8,6 km / 2. úsek 8,7 km / 3. úsek 8,1 km / 4. úsek 9,5 km | - Traťové parametry: 1. úsek 8,6 km / 2. úsek 8,7 km / 3. úsek 8,1 km / 4. úsek 9,5 km | - Traťové parametry: 1. úsek 8,6 km / 2. úsek 8,7 km / 3. úsek 8,1 km / 4. úsek 9,5 km | - Traťové parametry: 1. úsek 5,1 km / 2. úsek 4,7 km / 3. úsek 4,9 km | - Traťové parametry: 1. úsek 5,1 km / 2. úsek 4,7 km / 3. úsek 4,9 km | - Traťové parametry: 1. úsek 5,1 km / 2. úsek 4,7 km / 3. úsek 4,9 km | - Traťové parametry: 1. úsek 5,1 km / 2. úsek 4,7 km / 3. úsek 4,9 km | - Traťové parametry: 1. úsek 5,1 km / 2. úsek 4,7 km / 3. úsek 4,9 km |
| Umístění                                                                               | Země                                                                                   | Jméno                                                                                  | Čas                                                                                    | Ztráta                                                                                 | Umístění                                                              | Země                                                                  | Jméno                                                                 | Čas                                                                   | Ztráta                                                                |
|                                                                                        | Švédsko                                                                                | Bertil Norman Karl Johansson Anders Morelius Göran Öhlund                              | 3:51:42                                                                                |                                                                                        |                                                                       | Švédsko                                                               | Kerstin Granstedtová Eivor Sten-Olssonová Gunborg Ahlingová           | 2:42:58                                                               |                                                                       |
|                                                                                        | Finsko                                                                                 | Erkki Kohvakka Rolf Koskinen Juhani Salmenkylä Aimo Tapsell                            | 3:59:34                                                                                | +7:52                                                                                  |                                                                       | Finsko                                                                | Anja Meldová Pirjo Ruotsalainenová Raila Hoviová                      | 2:43:19                                                               | +0:21                                                                 |
|                                                                                        | Norsko                                                                                 | Dagfin Olsen Ola Skarholt Age Hadler Stig Berge                                        | 4:26:35                                                                                | +34:53                                                                                 |                                                                       | Norsko                                                                | Astrid Hansenová Raghnild Kristensenová Ingrid Thoresenová            | 2:54:29                                                               | +11:31                                                                |
| 6.                                                                                     | Československo                                                                         | Jindřich Novotný Antonín Urbanec Gustav Barták Svatoslav Galík                         | 5:18:06                                                                                | +1:26:24                                                                               | 6.                                                                    | Československo                                                        | Ludmila Kumbárová Nadežda Linhartová Dobruše Novotná                  | 3:49:58                                                               | +1:07:00                                                              |

## Medailová klasifikace podle zemí
Úplná medailová tabulka:
| Umístění | Země      | Zlato | Stříbro | Bronz | Součet |
| -------- | --------- | ----- | ------- | ----- | ------ |
|          | Švédsko   | 3     | 0       | 1     | 4      |
|          | Norsko    | 1     | 0       | 2     | 3      |
|          | Finsko    | 0     | 3       | 1     | 4      |
| 4.       | Švýcarsko | 0     | 1       | 0     | 1      |